# Zatrucie ksenonowe
Zatrucie ksenonowe (jama jodowa) – zmniejszenie reaktywności, a nawet dezaktywacja, reaktora jądrowego w wyniku gromadzenia się w rdzeniu reaktora izotopu ksenonu-135, który silnie pochłania neutrony. Zmiany w ilości ksenonu-135 w reaktorze są także głównym powodem oscylacji mocy reaktora, które występują po zmianie położenia prętów kontrolnych lub w wyniku innych czynników wpływających na reaktywność reaktora.
Szczególnym przypadkiem zatrucia ksenonowego reaktora jest tak zwana jama jodowa, która jest stanem znacznego i tymczasowego zmniejszenia reaktywności reaktora, prowadzącym nawet do jego zablokowania i uniemożliwienia uruchomienia, następującym po jego wyłączeniu lub znacznym zmniejszeniu mocy.
Gromadzenie się krótkotrwałych produktów rozszczepienia działających jako trucizna jądrowa nazywane jest „jamą jodową”, „zatruciem reaktora” lub „zatruciem ksenonem”. Nagromadzenie stabilnych lub długożyjących izotopów pochłaniających neutrony nazywa się „żużlowaniem reaktora”.
Próba utrzymania reaktywności zatrutego ksenonem reaktora była jednym z ważniejszych bezpośrednich czynników, które doprowadziły do katastrofy w Czarnobylskiej Elektrowni Jądrowej.

## Powstawanie ksenonu-135
135Xe powstaje w produktach rozszczepienia w wyniku:
- rozpadu beta minus jodu-135 (135I),
- jako bezpośredni produkt rozszczepienia.

135I powstaje przez rozpad beta telluru-135 i jest bezpośrednim produktem rozszczepienia. Czas połowicznego rozpadu telluru jest równy 19,2 s. Czas ten jest znacznie krótszy od czasu rozpadu jodu, dlatego można pominąć przemianę telluru w jod i przyjąć, że cały jod-135 powstaje bezpośrednio w wyniku rozszczepienia.
W produktach rozszczepienia neutronami termicznymi uranu-235, tellur stanowi 3,3%, jod – 3,1%, a ksenon – 0,25%. Łącznie ksenon-135 stanowi około 6,6% liczby powstających nuklidów, a powstający z rozpadu jodu stanowi 6,4%. Ksenon-135 powstający bezpośrednio z rozszczepień to około 0,2% powstających nuklidów, albo 4% (0,25/6,65 · 100% = 3,8%) całego ksenonu-135.
135I jest słabym absorberem neutronów, przez co w reaktorze ulega jedynie rozpadowi do 135Xe. Skutkiem tego gromadzi się w reaktorze w tempie proporcjonalnym do liczby rozszczepień, która jest proporcjonalna do mocy cieplnej reaktora, a ubywa go proporcjonalnie do zgromadzonej ilości, z czasem połowicznego zaniku 6,6 godziny. Rozpadający jod zmienia się w 135Xe, dlatego przyrost ilości 135Xe jest równy ubytkowi 135I, a ten, zgodnie z prawem rozpadu promieniotwórczego, jest proporcjonalny do ilości jodu.

## Zanikanie ksenonu-135
135Xe w wyniku rozpadu beta z czasem połowicznego rozpadu 9,2 h zmienia się w cez-135. Poddawany strumieniowi neutronów może również przez wychwycenie neutronu zmienić się w 136Xe. Względna proporcja tych dwóch sposobów zużycia 135Xe zależy od natężenia strumienia neutronów (a zatem od mocy roboczej i typu reaktora): im większy strumień neutronów, tym więcej ksenonu-135 zmieni się w ksenon-136, a pozostanie mniej ksenonu-135, który mógłby w wyniku rozpadu radioaktywnego zmieniać się w cez-135. Im większy strumień neutronów, tym zanik ksenonu w reaktorze będzie szybszy.
Jądra uzyskiwane z tych przemian (136Xe i 135Cs) są zasadniczo stabilne i mają pomijalny przekrój czynny na wychwyt neutronów, dlatego nie mają wpływu na reakcje rozszczepienia w reaktorze.
Przekrój czynny na wychwyt neutronu przez 135Xe, jest równy σ = 2,65 10−18 cm2. Dla strumienia neutronów mniejszego niż 1 × 1012 cm−2s−1 (wartość typowa dla reaktorów napromieniowywania) wychwyt neutronów przez ksenon nie odgrywa żadnej roli. Dla 1 × 1014 cm−2s−1 (wartość typowa dla lekkowodnych reaktorów energetycznych) utrata reaktywności przez reaktor wynosi 4%. Działając w tych warunkach, prawie wszystkie 135Xe zanikają przez wychwyt neutronów. Jeśli strumień neutronów jest dziesięć razy mniej intensywny (jak w reaktorze CANDU przy pełnej mocy), utrata reaktywności jest około 2%, a stosunek 136Xe/135Cs będzie bliski 50%.

## Dynamika ksenonu-135
W reaktorze jądrowym w stanie stabilnym ilość wytworzonego ksenonu (zwłaszcza przez rozpad jodu-135) jest równa ilości zanikającego ksenonu (przez wychwycenie neutronów lub rozpad). Poziom równowagi zależy od natężenia strumienia neutronów i jest bardzo wrażliwy na jego zmiany, a zatem na zmiany mocy reaktora.
Chwilowy poziom ksenonu zależy nie tylko od bieżącego stanu reaktora, ale także od jego stanu w ciągu ostatnich kilkudziesięciu godzin. Dynamikę ksenonu w reaktorze regulują następujące cechy szczególne:
- 135Xe ma największy, spośród wszystkich jąder atomowych, przekrój czynny na pochłanianie neutronów termicznych. Pochłanianie neutronów termicznych prowadzi do znacznego zmniejszenia współczynnika powielania neutronów reaktora: w przypadku dużego natężenia strumienia neutronów, gdyby wszystkie nukleony 135Xe wychwytywały neutron, w stanie równowagi 6,6% neutronów byłoby pochłoniętych przez ksenon.
- W pracującym reaktorze ubytek ksenonu zależy w znacznym stopniu od strumienia neutronów i związek ten ma charakter dodatniego sprzężenia zwrotnego. Wzrost strumienia neutronów zwiększy ubytek ksenonu, a to zmniejszy pochłanianie neutronów, czyli ich wzrost.
- Przyrost ilości ksenonu, zarówno w pracującym, jak i wyłączonym reaktorze, zależy od ilości odłożonego jodu, czyli wcześniejszej pracy reaktora, a nie od bieżącej mocy reaktora.
- Jod-135, główne źródło ksenonu-135, ma okres półtrwania 6,58 h, znacznie krótszy niż ksenon-135 – 9,17 h. Dlatego, gdy reaktor zatrzymuje się, zanik ksenonu jest wywołany wyłącznie jego rozpadem, ilość ksenonu będzie rosła, dopiero wyczerpanie się jodu spowoduje zmniejszanie przyrostu ksenonu i po osiągnięciu szczytowego stężenia ksenonu, nastąpi jego spadek.

## Wpływ ksenonu na kontrolę reaktora

### Zadławienie przy starcie
Przy pierwszym uruchomieniu reaktora albo po przerwie trwającej co najmniej kilka dni, w reaktorze jądrowym nie ma jodu-135 ani ksenonu-135. W reaktorze takim stężenie jodu będzie rosło, ale stężenie ksenonu będzie znacząco rosło dopiero po nagromadzaniu się jodu w rdzeniu. Stan równowagi osiągany jest po jednym lub dwóch dniach. Dlatego też, po początkowym rozbiegu, reaktor stopniowo traci swoją reaktywność, co musi być skompensowane przez obsługę reaktora (podniesienie prętów kontrolnych albo zmniejszenie stężenia kwasu borowego w chłodziwie), w przeciwnym razie reaktor będzie zmniejszał moc, a nawet może zatrzymać się. Zapas reaktywności na zatrucie ksenonem musi być uwzględniony przy projektowaniu reaktora. Zwykle reaktor po uruchomieniu jest doprowadzany do pełnej mocy w szeregu etapów o coraz większej mocy (np. 40%, 60%...). Dochodzenie do kolejnego etapu odbywa się w czasie kilkudziesięciu minut. Po zmianie ustawień reaktor szybko reaguje (kilka sekund) zmianą reaktywności na zmiany temperatury, ale z opóźnieniem na zatrucie. Po osiągnięciu określonej mocy reaktywność reaktora jest korygowana, by utrzymać określoną moc, w tym czasie przeprowadzane są kontrole w celu ustalenia, czy urządzania działają prawidłowo, oraz określenie wpływu ustawień na reaktywność reaktora.

### Niestabilności po zmianie mocy
W reaktorze działającym ze stałą mocą przez dłuższy czas stężenie ksenonu osiąga poziom równowagi. Jeśli wzrośnie zapotrzebowanie na moc reaktora, trzeba zwiększyć strumień neutronów. Zwiększenie strumienia neutronów zwiększy „wypalanie” ksenonu, w konsekwencji reaktywność reaktora będzie wzrastała. Będzie wzrastało także wytwarzanie jodu, po pewnym czasie (kilkadziesiąt minut) stężenie jodu osiągnie taki poziom, że wytwarzanie ksenonu przeważy jego rozkład. Reaktywność reaktora będzie zmniejszała się, reaktor osiągnie nowy punkt równowagi po kilku dniach. Stężenie ksenonu po zmianie mocy reaktora ma zatem paradoksalną dynamikę: zwiększenie mocy powoduje dalszy wzrost mocy przez blisko godzinę, następnie moc maleje przez kilka dni.
Po zmniejszeniu mocy reaktora zachodzą podobne, ale w odwrotną stronę zmiany. Po zmniejszeniu mocy zmniejsza się ona nadal bez zmiany ustawień przez około godzinę, by później rosnąć przez kilka dni. Jeśli reaktor nie ma wystarczającej rezerwy reaktywności, akumulacja ksenonu może uniemożliwić stabilizację reaktora przy małej mocy, tak zwane duszenie rektora ksenonem może nawet spowodować wyłączenie reaktora.
By zapobiec wahaniom mocy reaktora po zmianie jego mocy, obsługa musi odpowiednio reagować. Gdy moc reaktora musi być zwiększona, najpierw podnosi się pręty sterujące, aby zwiększyć moc. Następnie co kilka minut przez ponad godzinę pręty się obniża, tak by skompensować zużycie ksenonu, a następnie powoli podnosi się pręty niemal do początkowego poziomu, w celu skompensowania większej ilości ksenonu. Te zmiany reaktywności są na tyle powolne, że nie stanową problemu w sterowaniu reaktorem, pod warunkiem, że rezerwy reaktywności są wystarczające, aby trwale utrzymać reaktor w zakresie roboczym, w którym można go kontrolować. Niedobór zapasu reaktywności może nałożyć ograniczenia na szybkość zmian mocy reaktora.

### Wyłączenie reaktora – szczyt ksenonowy

Koncentracja ^{135}Xe oraz reaktywność reaktora przy wyłączaniu reaktora.

Po zatrzymaniu reaktora zatrzymuje się również wytwarzanie jodu-135 oraz „spalanie” ksenonu-135 przez neutrony. Zgromadzony jod-135, zwany zbiornikiem jodu zmienia się w 135Xe (z okresem półtrwania 6,7 h), ksenon-135 zanika z czasem zaniku 9,2 h. Efektem tego, początkowo po wyłączeniu lub znacznym zmniejszeniu mocy reaktora, w reaktorze przybywa ksenonu, aż zmniejszy się jego źródło, czyli ilość jodu-135, a rozkład ksenonu-135 zrównoważy jego powstawanie. Zawartość ksenonu przechodzi przez maksimum około dziesięciu godzin po wyłączeniu, a następnie wolno spada do zera.
Ten przejściowy wzrost zawartości ksenonu będzie odpowiadał bardzo znacznej utracie reaktywności reaktora, która może posunąć się tak daleko, że uniemożliwia ponowne uruchomienie reaktora przez kilkanaście godzin. Sytuacja taka może wystąpić, gdy rezerwy reaktywności są niewystarczające (na przykład na końcu życia reaktora). Zjawisko to jest znane jako jama jodowa.

### Wychodzenie z jamy jodowej
Silnie zatruty ksenonem reaktor można wyciągnąć z jamy jodowej przed naturalnym rozpadem ksenonu, ale potrzebny jest do tego zapas reaktywności reaktora, tak by doprowadzić go do stanu krytycznego. Wzrost strumienia neutronów przyspieszy „wypalanie” ksenonu. Ubytek ksenonu powoduje znaczący i szybki wzrost reaktywności reaktora, zatem zwiększanie reaktywności reaktora w czasie wychodzenia z dziury musi być ostrożne, układ regulacyjny odpowiednio szybki, tak by przyrost reaktywności w wyniku wypalenia ksenonu mógł być skompensowany przez pręty sterujące, w przeciwnym razie reaktor może osiągnąć niebezpieczną moc.

### Katastrofa w Czarnobylu
26 kwietnia 1986 r. w reaktorze 4 w Czarnobylskiej Elektrowni Jądrowej przed planowym wyłączeniem reaktora zaplanowano eksperyment w układzie zasilania elektrycznego pomp. Działania rozpoczęły się od planowanego zmniejszania mocy reaktora, gdy reaktor osiągnął połowę mocy znamionowej, na polecenie zewnętrzne opóźniono eksperyment, pozostawiając reaktor działający z połową mocy na około 10 godzin. Gdy rozpoczęto dalsze zmniejszanie mocy, reaktor niemal wyłączył się, by temu przeciwdziałać, operatorzy podnieśli niemal wszystkie pręty kontrolne (poza dozwolony limit). Co spowodowało, że reaktor wszedł w niestabilny zakres działania. Wrzenie wody oraz opuszczenie wadliwie skonstruowanych prętów kontrolnych, zamiast zatrzymać reakcję rozszczepienia – przyspieszyło ją. Szybkość reakcji zwiększał ubytek wypalanego ksenonu. Reaktor przegrzał się i uległ stopieniu, prowadząc do wybuchu wodoru powstałego z reakcji wody z grafitem.

### Oscylacje ksenonowe
Duże reaktory mają rozmiary większe niż droga neutronu termicznego w nich, w takich warunkach reaktywność reaktora w różnych miejscach reaktora może być różna. W wyniku tego mogą wystąpić przestrzenne oscylacje mocy z powodu nierównomiernej ilości ksenonu-135. Mechanizm przebiega w następujących krokach.
1. Początkowy brak symetrii w rozkładzie mocy rdzenia (na przykład indywidualny ruch pręta sterującego lub inna niejednorodność) powoduje większą szybkości reakcji rozszczepienia w pewnej części rdzenia reaktora, a zatem większe gromadzenie się jodu-135 i większe wypalanie ksenonu-135 w tym miejscu.
2. W obszarze dużego strumienia neutronów wypalanie ksenonu-135 powoduje dalszy wzrost strumienia neutronów, podczas gdy w obszarze małego strumienia wzrost ksenonu-135 powoduje dalsze zmniejszenie strumienia neutronów. Stężenie jodu wzrasta tam, gdzie strumień jest duży, a maleje, gdzie strumień jest mały.
3. Gdy poziom jodu-135 wzrośnie wystarczająco, jego rozpad na ksenon odwraca sytuację początkową. Ksenon zmniejsza strumień neutronów w tym obszarze, zmniejszając ilość rozszczepień, a dawny region małego natężenia strumienia neutronów zwiększa moc.
4. Powtarzanie tego cyklu może prowadzić do oscylacji ksenonowych poruszających się w rdzeniu z okresem około 15 godzin.

Przy niewielkiej zmianie ogólnego poziomu mocy oscylacje te mogą zmienić lokalne poziomy mocy trzykrotnie lub więcej. W układzie reaktora o silnie ujemnych współczynnikach temperaturowych oscylacje ksenonowe są naturalnie tłumione. Jest to jeden z powodów, dla których reaktory powinny mieć ujemne współczynniki temperaturowe.
W analizach teoretycznych i reaktorach komercyjnych zaobserwowano oscylacje w kierunku góra-dół, promieniowym i azymutalnym. Oscylacje dzieli się na dipolowe i kwadrupolowe. Najprostszym i najczęściej występującym przykładem oscylacji ksenonowych jest dipolowa oscylacja góra-dół, w której moc na dole oscyluje w przeciwnej fazie niż w górnej części reaktora. Taka oscylacja może być wywołana częściowym wycofaniem pręta kontrolnego lub inną zmianą wpływająca na zmianę reaktywności reaktora w dolnej albo górnej jego części.
Reaktory komercyjne są konstruowane i obsługiwane w taki sposób, aby utrzymać przesunięcie osiowe w pobliżu równowagi, a tym samym zapobiec powstawaniu oscylacji. Jeśli jednak pojawiają się oscylacje, istnieje kilka strategii ich tłumienia. Najprostszą metodą jest całkowita kompensacja zmian reaktywności wywołanych ksenonem, wymaga ona stosunkowo dużej liczby ruchów prętów kontrolnych. Bardziej wydajną metodą jest indukowanie oscylacji ksenonu w przeciwnej fazie, przez wyprzedzanie zmian. Oznacza to, że gdy moc w jednym regionie utrzymuje się na większym poziomie, to znaczy, że bez zmian niedługo zacznie spadać, pręty kontrolne w tym obszarze są wysuwane, aby utrzymać wysoką moc i przeciwdziałać zmianom ilości ksenonu.
Indukowane ksenonem oscylacje mocy w dużych komercyjnych reaktorach są rzadkie i zasadniczo nie występowały problemy operacyjne z nimi związane, ich zrozumienie jest ważne dla dalszego projektowania reaktorów i opracowania optymalnych procedur sterowania.

## Ujęcie matematyczne

### Ilość jodu w rdzeniu
Zmiana koncentracji jodu-135 jest spowodowana wytwarzaniem go w wyniku rozszczepienia jąder uranu, a zanik jest spowodowany rozpadem beta, oraz w wyniku wychwytu neutronu. Przekrój czynny na pochłonięcie neutronu przez jod-135 jest niewielki, dlatego ubytek jodu przez wychwyt neutronu można pominąć.
{\displaystyle {\frac {dI}{dt}}=\gamma _{i}\cdot \Sigma _{f}\cdot \Phi (t)-\lambda _{i}\cdot I.}
W stanie stabilnym w rdzeniu reaktora stężenie jodu jest stałe, powyższe wyrażenie jest równe 0. Wówczas stężenie jodu wynosi:
{\displaystyle I_{o}\approxeq {\frac {\gamma _{i}\cdot \Sigma _{f}}{\lambda _{i}}}\cdot \Phi _{o}.}
Z zależności tej wynika, że stężenie jodu w stanie stacjonarnym reaktora jest proporcjonalne do liczby rozszczepień, a ta jest proporcjonalna do strumienia neutronów termicznych.
{\displaystyle {\frac {\gamma _{i}\cdot \Sigma _{f}}{\lambda _{i}}}\cdot \Phi _{o}={\frac {0{,}064\cdot 0{,}09840}{2{,}926E-05}}\cdot 3{,}2E13=6{,}886E15} atomów/cm3.
Rozwiązując równanie na zmiany ilości jodu, otrzymuje się zależność ilości jodu od czasu:
{\displaystyle I(t)=I(0)\cdot e^{-\lambda _{i}\cdot t}+\gamma _{i}\cdot \Sigma _{f}\cdot \int _{o}^{t}\Phi (u)\cdot e^{-\lambda _{i}\cdot (t-u)}\cdot du,}
{\displaystyle I(t)=\left(I(0)+\gamma _{i}\cdot \Sigma _{f}\cdot \int _{o}^{t}\Phi (u)\cdot e^{\lambda _{i}\cdot u}\cdot du\right)\cdot e^{-\lambda _{i}\cdot t}.}
Pierwszy składnik pierwszego równania opisuje zanikanie jodu, który był na początku {\displaystyle (t=0).} Drugi jest sumą (całką) jodu powstającego później, rozpada się on tylko przez pozostały czas {\displaystyle (t-u).} Drugie równanie wskazuje, że zanik jodu nie zależy od jego źródła.
Jeżeli reaktor pracuje ze stałą mocą, można obliczyć całkę, wówczas stężenie jodu w rdzeniu pracującym ze stałą mocą dla czasu większego od 0, określa wzór:
{\displaystyle I(t)=I(0)e^{-\lambda _{i}\cdot t}+I_{o}\cdot (1-e^{-\lambda _{i}\cdot t})=I_{0}+(I(0)-I_{0})\cdot e^{-\lambda _{i}\cdot t}.}
Z wzoru tego wynika, że reaktor dochodzi do nowego stanu równowagi z czasem równym czasowi zaniku jodu.

### Zawartość ksenonu
Na zmianę ilości ksenonu mają wpływ cztery zjawiska; powstawanie ksenonu jako produktu rozszczepienia uranu, powstawanie w wyniku rozpadu beta jodu, ubytek w wyniku rozpadu ksenonu, oraz ubytek w wyniku wychwycenia neutronu, reprezentowane są one w poniższym równaniu przez kolejne składniki:
{\displaystyle {\frac {dX}{dt}}=\gamma _{x}\cdot \Sigma _{f}\cdot \Phi (t)+\lambda _{i}\cdot I(t)-(\lambda _{x}+\sigma _{x}\Phi (t))X(t).}
Przy danym strumieniu neutronów, równowaga ksenonu jest osiągana po ustaleniu się stężenia jodu i jest określona równaniem:
{\displaystyle 0=\gamma _{x}\cdot \Sigma _{f}\cdot \Phi _{o}+\lambda _{i}\cdot I_{o}-(\lambda _{x}+\sigma _{x}\Phi _{o})\cdot X_{o}.}
Uwzględniając równowagowe stężenie jodu, stężenie równowagowe ksenonu określa równanie:
{\displaystyle X_{o}={\frac {(\gamma _{x}+\gamma _{i})\cdot \Sigma _{f}\cdot \Phi _{o}}{\lambda _{x}+\sigma _{x}\cdot \Phi _{o}}}.}
Dla paliwa będącego tlenkiem uranu wzbogaconym do 3,7% uranu-235, przy strumieniu neutronów 3·1014 1/cm2/s, makroskopowym przekroju czynnym 0,037 cm−1, stała zaniku ksenonu w wyniku wypalenia przez neutrony {\displaystyle (\sigma _{x}\cdot \Phi )} jest równa 5,4·10−5 s−1 i przeważa nad zanikiem w wyniku rozpadu naturalnego 2,1·10−5 s−1.
Z równania tego wynika, że stężenie równowagowe ksenonu nie jest proporcjonalne do strumienia neutronów, a przy dużym strumieniu neutronów dąży do wartości granicznej zależnej tylko od właściwości izotopów i paliwa jądrowego:
{\displaystyle X_{o\;max}={\frac {(\gamma _{x}+\gamma _{i})\cdot \Sigma _{f}}{\sigma _{x}}}.}
Pomijając ksenon wytwarzany bezpośrednio w wyniku rozszczepienia, stosunek ilości jodu do ksenonu w stanie równowagi określa wzór:
{\displaystyle {\frac {I_{0}}{X_{0}}}={\frac {\gamma _{i}}{\gamma _{i}+\gamma _{x}}}\cdot {\frac {\lambda _{x}+\sigma _{x}\Phi _{o}}{\lambda _{i}}}\approx {\frac {\lambda _{x}+\sigma _{x}\Phi _{o}}{\lambda _{i}}}.}
Zależność stężenia ksenonu od czasu
Jeżeli strumień neutronów nie zależy od czasu, przyjmując, że ilość ksenonu w jądrze określona jest funkcją:
{\displaystyle X(t)=\alpha e^{-\lambda _{i}\cdot t}+\beta e^{-(\lambda _{x}+\sigma _{x}\Phi )\cdot t}+\delta .}
Z warunków brzegowych i rozwiązania równań wynika:
{\displaystyle X(0)=\alpha +\beta +\delta }
{\displaystyle X(t\to \infty )=X_{o}=\delta }
{\displaystyle \alpha ={\frac {\lambda _{i}I(0)-\gamma _{i}\Sigma _{f}\Phi }{\lambda _{x}+\sigma _{x}\Phi -\lambda _{i}}},}
{\displaystyle \beta =X(0)-{\frac {\lambda _{i}I(0)-\gamma _{i}\Sigma _{f}\Phi }{\lambda _{x}+\sigma _{x}\Phi -\lambda _{i}}}-{\frac {(\gamma _{x}+\gamma _{i})\Sigma _{f}\Phi }{\lambda _{x}+\sigma _{x}\Phi }},}
{\displaystyle \delta ={\frac {(\gamma _{x}+\gamma _{i})\Sigma _{f}\Phi }{\lambda _{x}+\sigma _{x}\Phi }}.}
Zależność stężenia ksenonu po uruchomieniu reaktora w momencie t = 0, którego rdzeń w momencie uruchomienia nie zawiera jodu ani ksenonu upraszcza się do:
{\displaystyle X(t)={\frac {\gamma _{i}\Sigma _{f}\Phi }{\lambda _{x}+\sigma _{x}\Phi -\lambda _{i}}}\left(e^{-(\lambda _{x}+\sigma _{x}\Phi )t}-e^{-\lambda _{i}t}\right)+{\frac {(\gamma _{x}+\gamma _{i})\Sigma _{f}\Phi }{\lambda _{x}+\sigma _{x}\Phi }}\left(1-e^{-(\lambda _{x}+\sigma _{x}\Phi )t}\right).}
Zależność stężenia jodu i ksenonu po szybkim zatrzymaniu reaktora w momencie t = 0, którego rdzeń w tym momencie zawiera ilość jodu i ksenonu, a po wyłączaniu strumień neutronów jest równy zero, upraszcza się do:
{\displaystyle I(t)=I(0)e^{-\lambda _{i}t},}
{\displaystyle X(t)=\left(X(0)-{\frac {\lambda _{i}}{\lambda _{x}-\lambda _{i}}}I(0)\right)e^{-\lambda _{x}t}+{\frac {\lambda _{i}}{\lambda _{x}-\lambda _{i}}}I(0)e^{-\lambda _{i}t}}
lub w postaci:
{\displaystyle X(t)=X(0)e^{-\lambda _{x}t}+{\frac {\lambda _{i}}{\lambda _{x}-\lambda _{i}}}I(0)\left(e^{-\lambda _{i}t}-e^{-\lambda _{x}t}\right).}
Jeśli dokonano wyłączenia reaktora pracującego w stanie równowagi, to początkowe stężenia jodu i ksenonu są stężeniami równowagowymi dla strumienia neutronów {\displaystyle \Phi .} Wyrażając zależność ilości ksenonu od parametrów substancji i reaktora:
{\displaystyle X(t)=\Sigma _{f}\Phi \left({\frac {\gamma _{i}+\gamma _{x}}{\lambda _{x}+\sigma _{x}\Phi }}e^{-\lambda _{x}t}+{\frac {\gamma _{i}}{\lambda _{i}-\lambda _{x}}}\left(e^{-\lambda _{x}t}-e^{-\lambda _{i}t}\right)\right).}
Pierwszy składnik opisuje zanik ksenonu znajdującego się w rdzeniu w momencie wyłączania reaktora, drugi powstałego z jodu po wyłączaniu. Różnica exponencjałów w drugim składniku osiąga maksimum dla czasu równego około 11 godzin, ale malejącą wartość pierwszego składnika sprawia, że maksymalne stężenie ksenonu jest osiągane wcześniej i zależy od strumienia neutronów przed wyłączaniem reaktora.
Potrzeba około 22 godziny, aby ksenon osiągnął poziom taki jaki miał przed wyłączeniem reaktora. Przejściowe zwiększenie stężenie ksenonu jest bardziej wrażliwe na ilość początkową jodu niż ksenonu, ponieważ w reaktorze pracującym z pełną mocą jodu jest ponad dwa razy więcej niż ksenonu. Antyreaktywność ksenonu-135 w równowadze wynosząca w przybliżeniu 2700 pcm, osiąga ponad 4700 pcm w piku ksenonowym po wyłączaniu, poważnie utrudnia uruchomienie reaktora, jeśli ilość pochłaniaczy neutronów nie zostanie zmodyfikowana. Efekt ten można złagodzić poprzez powolne i stopniowe zmniejszanie mocy, którego głównym efektem jest obniżenie stężenia jodu-135 w momencie wyłączenia, co zmniejsza pik ksenonowy po wyłączeniu.
| Wielkość fizyczna                                                                | Oznaczenie                   | Wartość            | Jednostka |
| -------------------------------------------------------------------------------- | ---------------------------- | ------------------ | --------- |
| Wydajność rozszczepienia dla jodu 135                                            | {\displaystyle \gamma _{i}}  | 0,064              |           |
| Wydajność rozszczepienia dla ksenonu 135                                         | {\displaystyle \gamma _{x}}  | 0,004              |           |
| Czas połowicznego rozpadu jodu 135                                               | {\displaystyle T_{1/2}}      | 24 1710 6,58       | s h       |
| Czas połowicznego rozpadu ksenonu 135                                            | {\displaystyle T_{1/2}}      | 33 012 9,17        | s h       |
| Stała rozpadu jodu 135                                                           | {\displaystyle \lambda _{i}} | 2,926E-5           | s−1       |
| Stała rozpadu ksenonu 135                                                        | {\displaystyle \lambda _{x}} | 2,0996E-5          | s−1       |
| Mikroskopowy przekrój czynny na wychwyt neutronu przez jod 135                   | {\displaystyle \sigma _{i}}  | 7E-24 7            | cm2 barn  |
| Mikroskopowy przekrój czynny na wychwyt neutronu przez ksenon 135                | {\displaystyle \sigma _{x}}  | 2,65E-18 2 650 000 | cm2 barn  |
| Mikroskopowy przekrój czynny na rozszczepienie przez neutron termiczny uranu 235 | {\displaystyle \sigma _{f}}  | 5,795E-22 579,5    | cm2 barn  |
| Makroskopowy przekrój czynny na rozszczepienie termiczne paliwa jądrowego        | {\displaystyle \Sigma _{f}}  | 0,09840            | cm−1      |
| Strumień neutronów termicznych                                                   | {\displaystyle \phi }        |                    | n/(cm2·s) |

Oznaczenia indeksów:
- {\displaystyle A_{o}} – 0 w dolnym indeksie wielkości oznacza wartość wielkości w stanie równowagi,
- {\displaystyle A_{i}} – i w dolnym indeksie wielkości oznacza wielkość dla izotopu jodu 135,
- {\displaystyle A_{x}} – x w dolnym indeksie wielkości oznacza wielkość dla izotopu ksenonu 135.